# Ógaki
Ógaki (japonsky 大垣市) je město v prefektuře Gifu v Japonsku. K roku 2018 žilo na jeho území přes 161 tisíc obyvatel.

## Poloha a doprava
Město leží v jihozápadním koutě prefektury Gifu na řece Ibi a v důsledku sloučení s městy Kamiišizu a Sunomata v roce 2006 tvoří jeho administrativní území tři navzájem nespojené celky oddělené územími spravovaným jinými městy.
Přes město prochází několik železničních tratí, mj. železniční trať Tojohaši – Maibara.

## Dějiny
Zdejší osídlení se začalo výrazněji rozvíjet v souvislosti s výstavbou hradu Ógaki, který byl postaven v roce 1535.
Od 1. dubna 1918 je Ógaki městem.

### Rodáci
- Hiroši Tanahaši (* 1976), wrestler
- Mirai Navrátil (* 1992), český zpěvák

## Kultura
Cestu do Ógaki popsal ve své knize Oku no Hosomiči básník Macuo Bašó, zakladatel básnické formy haiku. Ve městě se každý listopad koná po něm pojmenovaný festival.